# 甜蜜的生活
《甜蜜的生活》（義大利語：La Dolce Vita）是一部1960年意大利電影，導演為費德里柯·費里尼，是費里尼早期新寫實主義與後期藝術電影的分界點。獲得第13屆坎城影展金棕櫚獎。

## 主题
马切洛是20世纪50年代末在罗马的一名记者，他在寻找更有意义的生活方式的同时，还报道了有关电影明星、宗教幻想和自我放纵的贵族的小报新闻。马切洛面临着生存的斗争，必须在两种生活之间做出选择，这是新闻和文学所描绘的。马切洛在罗马蓬勃发展的流行文化中过着奢侈、名望和享乐的生活方式，描绘了马切洛被女人和权力分散注意力的混乱和频率。一个更敏感的马切洛渴望成为一个作家，在当时的精英、诗人、作家和哲学家中领导一个知识分子的生活。马切洛最终既没有选择新闻，也没有选择文学。从主题上讲，他选择了过度和受欢迎的生活，正式成为一名宣传代理。
影片的主题是“主要是咖啡馆社会，在战后意大利的废墟和贫穷基础上重建的多元而辉煌的世界”。开场时，一个工人耶稣的石膏雕像从直升飞机上悬挂下来，飞过古罗马渡槽的废墟。这座雕像正被带到流行音乐中。在梵蒂冈。记者马切洛和摄影师帕帕拉索乘坐第二架直升机。耶稣的象征意义，伸展着双臂，仿佛在头顶上祝福整个罗马，很快就被“新”罗马的世俗生活和新现代建筑所取代，它建立在20世纪50年代末的经济奇迹之上（其中大部分都是在罗马南部墨索里尼风格的地区Cinecitt_拍摄的）。在众多的场景中，在人物中放置宗教图标，展示他们的“现代”道德，受到蓬勃发展的经济和新兴的大众消费生活的影响。

## 外部連結
- Miami Beach USA （页面存档备份，存于） Article with original cast photos.
- Roger Ebert on La Dolce Vita （页面存档备份，存于）
- 互联网电影数据库（IMDb）上《甜蜜的生活》的资料（英文）
- 豆瓣电影上《甜蜜的生活》的資料 （简体中文）